# Uranophora eucyane
Uranophora eucyane là một loài bướm đêm thuộc phân họ Arctiinae, họ Erebidae.